# ذيصرا (يافع)

تعديل مصدري - تعديل

ذيصرا هي إحدى قرى عزلة لبعوس بمديرية يافع التابعة لمحافظة لحج، بلغ تعداد سكانها 1637 نسمة حسب تعداد اليمن لعام 2004.